# Cololejeunea erostrata
Cololejeunea erostrata là một loài Rêu trong họ Lejeuneaceae. Loài này được (Herzog) Bernecker & Pócs mô tả khoa học đầu tiên.